# 19518 Мелдінґ
19518 Мелдінґ (19518 Moulding) — астероїд головного поясу, відкритий 10 листопада 1998 року.
Тіссеранів параметр щодо Юпітера — 3,615.